# Sofian Medjahed
 (février 2025).
Sofian Medjahed (en arabe : سفيان المجاهد) né le 18 janvier 1999, à Saint-Saulve est un joueur de futsal international algérien évoluant à Charleroi

## Biographie

### Carrière en club
Sofian découvre le futsal à Valenciennes à l'AS Futsal du Hainaut où il reste jusqu'à sa majorité.
À ses 19 ans, il part jouer en Belgique en deuxième division nationale avec le Magic Thulin.
Ses bonnes performances lui permettent d'être contacté en juin 2019 par le Mouvaux Lille Métropole (anciennement Orchies) qui évolue au plus haut niveau national.
Après plusieurs saisons à Mouvaux, Medjahed est contraint de quitter le club qui connaît des difficultés financières. Mais l'international algérien continue dans l'élite puisque le 27 juin 2023 il s'engage avec le Futsal Club béthunois.

#### Avec Béthune (2023-)
Sofian Medjahed dispute son premier match avec le Futsal Béthune en entrant en jeu le 2 septembre 2023 sur le parquet du FC Kingersheim à l'occasion de la 1re journée de championnat où les Béthunois s'imposent avec un score de 5 buts à 4.

### Carrière internationale

#### Équipe de France Futsal
Après deux années passées à Mouvaux, Sofian reçoit une première convocation en équipe de France, entraînée par Raphaël Reynaud, pour une double confrontation amicale face à l'Italie le 16 et 17 novembre 2021 à Salsomaggiore Terme. Il participe aux deux rencontres. La France perd lors de la première manche (6-1) mais s'impose lors de la deuxième (3-2),.

#### Équipe d'Algérie Futsal
Quelques mois plus tard, Medjahed opte finalement pour la sélection de son pays d’origine, l'Algérie, avec laquelle il dispute la Coupe arabe à Dammam en Arabie Saoudite durant le mois de juin 2022.
Compétition durant laquelle l'Algérie, sous la houlette de Nordine Benamrouche, affronte l'Irak et l'Égypte (triple championne d'Afrique). Les Fennecs s'inclinent lors des deux matchs de poule. Sofian participe aux deux rencontres. Il est désigné capitaine contre les Égyptiens.
Il inscrit son premier but international contre le Tadjikistan 10 juin 2023 à l'occasion de la 3e journée de la Coupe arabe qui se tient en Arabie saoudite (Score final : 2-2).

## Statistiques

### Statistiques détaillées en club
| Saison                | Club                  | Championnat           | Championnat | Championnat | Coupe(s) nationale(s) | Coupe(s) nationale(s) | Total | Total |
| Saison                | Club                  | Division              | M.          | B.          | M.                    | B.                    | M.    | B.    |
| 2019-2020             | Orchies Pévèle        | Division 1            | 5           | 1           | 1                     | 1                     | 6     | 2     |
| 2020-2021             | Mouvaux Lille         | Division 1            | 21          | 7           | -                     | -                     | 21    | 7     |
| 2021-2022             | Mouvaux Lille         | Division 1            | 14          | 3           | 5                     | 3                     | 19    | 6     |
| 2022-2023             | Mouvaux Lille         | Division 1            | 15          | 3           | 2                     | 2                     | 17    | 5     |
| Sous-total            | Sous-total            | Sous-total            | 55          | 14          | 8                     | 6                     | 63    | 20    |
| 2023-2024             | Béthune Futsal        | Division 1            | 13          | 2           | 0                     | 0                     | 13    | 2     |
| Total sur la carrière | Total sur la carrière | Total sur la carrière | 68          | 16          | 8                     | 6                     | 76    | 22    |

### En sélection
Le tableau suivant liste les rencontres de l'équipe d'Algérie auxquelles Sofian Medjahed a pris part depuis le 21 juin 2022 :

## Palmarès
Mouvaux Lille Métropole
- D1 Futsal
  - Vice-champion : 2021 et 2022

- Coupe de France de futsal
  -  Finaliste : 2022